# 商慣習
商慣習（しょうかんしゅう）とは、商取引の過程において形成された慣習のことで、そのうち慣習法として発展したものを特に商慣習法とも呼ぶ。
このような商慣習は世界各地にあり、イングランドでは中世における商慣習が商事慣習法（Law Merchant）として法源の1つにもなった。
日本において商法典が導入される際に、日本の商慣習は前近代的で排除されるべきとする考え方とどこの社会にも商慣習の存在を無視した商法典体系は存在しないという考え方が対立した。
現在の日本では商法1条及び法の適用に関する通則法3条によって、商事については商法を優先として商法を破る商慣習法は存在し得ないとし、商法に該当するものが無ければ商慣習法に基づき、それでも明らかで無い事例については民法を適用することとなっている。これについて、成文法である民法が慣習法である商慣習法より下位に置かれるのはおかしいという見解や実際の商取引の慣行に基づいて成立した商慣習法こそが実情に沿ったものであり、商慣習法が商法を一概に破れないものとするのはおかしいとする見解も存在する。